# Музикант (повість)
Музикант (в іншому перекладі Музи́ка; рос. Музыкант) — повість Тараса Шевченка російською мовою, написана в проміжку з 28 листопада 1853 року по 14 січня 1854 року. Повість збереглася в чорновому варіанті й при житті автора не публікувалася, відтак вона допрацьовувалася іншими редакторами й ними ж публікувалася. У «Музиканті» Шевченко започаткував одну з головних тем своєї прозової творчості — тему трагічної долі кріпака-інтелігента, себто ворожість кріпосницького суспільства мистецтву.

## Історія написання
Заслання до казахських степів стало для Шевченка віховим явищем, давалося в цій скудній, на людей та спілкування, невідомій землі він мав би втихомиритися та забутися. Але саме тут він спробував свій багатогранний талант, навмисно відійшовши від поезії, він заглиблюється в інші мистецькі проекти: грав та ставив драми, писав картини та завів щоденника, захопився прозоюта перекладами.
Дослідники відзначають, що в Новопетровському укріпленні Шевченко не напише жодного поетичного рядка, ймовірно, через надмірну увагу комендантів та приставів, що надто ним опікувалися. Проте в цей час він звертається до прози: протягом 1852—1857 років він створив близько 20 повістей російською мовою, з яких до сучасників дійшло лише 9: «Наймичка», «Варнак», «Княгиня», «Музикант», «Несчастный», «Капитанша», «Близнецы», «Художник», «Прогулка с удовольствием и не без морали». Ці твори писані в автобіографічному стилі й розкривають чимало сторінок життєвого шляху їх автора: дитинство, навчання в Академії мистецтв, поїздки по Україні, роки заслання.

### Передумови
Навернення Шевченка до прози було зумовлене, передусім, забороною писати поетичні твори, і взагалі небезпека писати рідною мовою, навіть листи, так, принаймні, вважав Шевченко. Водночас необхідність висловитися, передати іншим свій життєвий досвід, виразити своє ставлення до пекучих суспільних проблем, і найболючішої з них — кріпацтва, проблеми, яка перебувала в епіцентрі тогочасного суспільного життя — таки змушувала автора шукати шляхи вираження. Шевченко сподівався на опублікування повістей — спочатку трьох, пізніше, можливо, й інших. Це створило б реальну можливість знову ввійти в суспільно-літературний процес, з якого поет був насильно вирваний на довгі роки і поза яким не мислив собі життя. Природно, що в підцензурних творах доводилося пом'якшувати гостроту соціальної критики, уникати прямих інвектив: читач самостійно мав зробити висновки із прочитаного.
Майже в усіх Шевченкових повістях, автор вдався до неочікуваного ходу: поява автобіографічного матеріалу, який ним вводиться асоціативно — поза фабулою твору і підкорений її розвиткові. В одних творах автобіографічний елемент служить вмотивуванню зустрічі автора-розповідача з оповідачем-персонажем, якому далі надається слово; в інших інколи особисті враження Шевченка виступають тлом дії. За матеріал для прози правили багаті життєві враження самого автора, те, що він бачив на власні очі, і, меншою мірою, те, що він чув.
Автобіографізм, мемуарність, фактографічність — характерні риси повістей Шевченка; вони пов'язані з традиціями російської та української прози 30 — 40-х років. Про деякі епізоди з життя письменника дізнаємося лише з повістей — це особливо стосується дитинства, навчання в Академії мистецтв та подорожей по Україні. Потрапило у повісті й чимало вражень із заслання. У той же час Шевченків автобіографізм — не абсолютний: автобіографічні епізоди включені в тканину розповіді, вони «працюють» на сюжет. Тому зустрічаємо домисел, неточності в деталях, хронологічні зміщення й перестановки тощо; для біографа це означає необхідність шукати документальні підтвердження або перехресні свідчення описаним у повістях подіям.
Насамкінець праця над повістями була засобом задовольнити творчий голод Шевченка-творця, дати роботу мозкові й, не меншою мірою, почуттям: згадуючи побачене й пережите, Шевченко ніби знову думкою линув у ті часи й ті місця, наново переживав і оцінював «колишнії случаї», на цілі години забуваючи своє безрадісне існування

### Рукопис
Повість «Музикант» вперше згадано у повідомленні Михайла Лазаревського про продаж рукописів російських повістей Шевченка — «Извещение о прозаических сочинениях Т. Гр. Шевченка на великорусском языке»: «Музыкант, 28 ноября (начата), 15 января 1854 г. (окончена), 10 лист. — 1/4 л.» (Основа. — 1862. — № 3. — С. 142). Сам шевченківський рукопис, чорновий автограф повісті «Музикант», знаходиться у Відділі рукописів Інституту літератури ім. Т. Г. Шевченка НАН України, ф. 1, № 94.
Рукопис на 39 аркушах паперу, за авторською нумерацією — на 20 складених удвоє аркушах (аркуш 20 (3-4) та частина аркуша 94 чисті). Як і в попередніх його прозових творах, впадає в око неоднорідний почерк. Ймовірно, він наймав переписувача, або ж коменданти, які прихильно ставилися до Шевченка (навчителя своїх дітей), відряджали йому «помічників». А різні відтінки чорного чорнила, папір кількох ґатунків свідчать, що автор працював над рукописом з перервами. Текст твору остаточно не викінчений: не уніфіковано імена деяких основних персонажів, в окремих реченнях не вистачає необхідних за змістом слів, іноді слово повторюється двічі, є випадки логічної і граматичної неузгодженості, пропуски складів, літер, деякі слова недописано тощо.
Відтоді Шевченкова повість подається за цим автографом. Пропуски заповнюються введенням редакторських кон'єктур у квадратних дужках, а імена персонажів уніфікуються, неузгодженості виправляються та уточнюються тими ж такими редакторами публікацій.
Автограф датований: на арк. 1(1) над текстом повісті Шевченко, очевидно, позначив початок роботи — «28 ноября», на останньому аркуші 202 — «15 генваря 1855» — її закінчення. Відтак дослідниками повість «Музикант» датується за автографом: 28 листопада 1854 — 15 січня 1855 р., Новопетровське укріплення.

### Прототипи
Центральна тема повісті «Музыкант» — трагедія кріпака-інтелігента, одна з головних тем прозової творчості Шевченка, водночас, вона типова для тогочасся. Гірка доля таланту з народу в кріпосницькому суспільстві була й особистою долею Шевченка та багатьох його товаришів-художників, — ця тема широко висвітлювалась у творах російських письменників — Олександра Радищева («Путешествие из Петербурга в Москву»), Вісаріона Бєлінського («Дмитрий Калинин»),  Олексія Тимофєєва («Художник»), Василя. Наріжного («Мария»), Олександра. Герцена («Сорока-воровка», «Кто виноват?») та ін. Можна спостерегти збіги окремих мотивів і ситуацій у повістях «Музыкант» та «Именины» М. П. Павлова (1835). Як і Тарас Федорович у Шевченковому творі, головний герой повісті Павлова — кріпосний музикант, що боляче переживає своє принизливе становище у суспільстві; обидва герої покохали дівчину-дворянку; Тараса викупає з кріпацтва дрібний поміщик-хуторянин Антон Адамович, героя «Именин» також мав намір викупити знайомий поміщик.
Хоча, в своїх споминах Тарас Шевченко вказував, що черпав натхнення та фактаж із свого життя. І саме перебування у гостях на хуторі-фермі біля Прилук, на Полтавщині, під час роботи у «Київській археографічній комісії» закарбувалося йому, а пізніше стало призвідцем для написання повісті «Музикант». Відвідини поміщицького маєтку в селі Дігтярі, ферми Антона Адамовича, та знайомство з кріпосним музикантом Тарасом Федоровичем — спонукали автора оповісти свою інтерпретацію цієї історії життя. В повісті окрім життєвих доль яскраво змальовани й тогочасні устої на теренах України, зокрема Полтавщини: це і розповідь про напищений поміщицький бал, і опис етнографічного музею на фермі біля села Дигтярі, і розповідь про історика-етнографа Івана Максимовича. Шевченко називає конкретні села, в яких виникають події: Дигтярі, Сокирінці, Качанівка, називають майже власними іменами поміщиків-крепосників. І кожен тогочасний читач в образі Арновського легко міг впізнати дуже популярного мецената Василя Тарновського, власника Качанівки.
Друга сюжетна лінія повісті «Музыкант» — трагічна доля артистки Тарасевич. За змістом вона дуже близька до центральної частини «Сороки-воровки» Олександра Герцена. «Сорока-воровка» була надрукована в журналі «Современник» (1848. — № 2). Чи читав її Шевченко — невідомо. Можливо, обидва письменники в розробці сюжету про артистку виходили з одного джерела. В основу «Сороки-воровки» покладено реальну історію, про яку Герцену розповів актор Михайло Щепкін (йому присвячено повість). Вона мала місце в трупі власника кріпосного театру в Орлі графа Сергія Каменського. Розповідь про події в Орлі міг почути від Щепкіна і Шевченко.

## Сюжет та художні особливості
Хоча Шевченко вважав майже всі свої прозові твори ще не завершеними, але дослідникам і сучасникам вони цікаві: реалізмом — як відзеркалення тогочасся, гострим соціальним спрямуванням — як виклик тогочасним устоям в суспільстві (зокрема кріпацтву, яке стримувало розвиток його).

### Ідея та реалізм сюжетів
Головна ідея повісті: показати, що страждання талановитих кріпаків — не поодиноке явище, а закономірність кріпосницької дійсності. Здається, що Шевченко не випадково назвав свого героя Тарасом. Сирота-кріпак виявився музикантом-віртуозом, скрипалем і віолончелістом. З великою майстерністю він виконує складні класичні твори Мендельсона, Шопена, Вебера, Белліні. У повісті йдеться, що його виконання високо оцінив великий Глінка. І в той же час герой повісті Тарас змушений, як і раніше, виконувати за столом обов'язки лакея.
Не менш трагічна виведена в цьому творі історія талановитої артистки-сироти Тарасевич, а її прізвище теж не випадково виведено від імені поета. Вона абсолютно безправна людина, хоча не кріпосна. Тарасевич отримала виховання в «благородному» пансіоні, вона дуже начитана, освічена, прекрасна співачка. У повісті Тарасевич виконує арію Людмили з опери «Руслан і Людмила» під акомпанемент самого автора, її спів Глінка і художник В. Штернберг високо оцінюють. Але потрапити на петербурзьку сцену їй так і не вдається. Тарасевич вмирає в лікарні під ім'ям «кріпосної дівки» поміщика Арновського.
Шевченко надзвичайно сміливо розкриває всі виразки кріпацтва, весь суспільний лад, який допускав подібні потворні явища. Герой повісті «Музикант» говорить в одному листі: «О, якби я мав велике мистецтво писати! Я написав би величезну книгу про мерзоти, що відбуваються в селі Качанівці. Не пам'ятаю, в який саме книзі я вичитав такий вислів, — що якщо ми бачимо негідника і не показуємо на нього пальцями, то і ми майже такі ж негідники». Як і Шевченко, який саме своїм словом (своєю творчістю, зокрема повістями)) вказував на ганебні сторони суспільства, він не побоявся розкрити справжнє обличчя мецената Тарновського, який приймав у себе Гоголя, Глінку, Максимовича, Маркевича і багатьох інших діячів літератури і мистецтва, залишаючись при цьому переконаним поміщиком-кріпосником.

### Композиція
Композиційно повість «Музикант» має форму подорожніх нотаток автора, який за дорученням Київської археографічної комісії описує в селах історичні пам'ятники. Мемуарні елементи в повісті органічно співіснують з елементами епістолярного жанру та нарису.
Спогади Шевченка подаються у формі листів кріпосного музиканта Тараса Федоровича і спогадів іншого персонажа твору Івана Максимовича.
Творчий метод самого Шевченка-прозаїка ним же описаний в одній з його повістей: «Щоб уникнути оригінальності, якою так люблять похизуватися юні оповідачі… спочатку описую старанно місце, тобто пейзаж, потім описую дійових осіб, їх домашній побут, характери, звички, недоліки і чесноти, а потім вже, у міру сил, приступлю до драми, тобто до самої дії. Метода або манера ця не нова, але зате хороша манера. А гарне, як кажуть, не старіє, виключаючи гарненьку кокетку, яка, на жаль! в'яне передчасно».
Така композиційна особливість та метода зустрічається ще в кількох наступних повістях Шевченка, зокрема в «Художнику», «Капітанша» та «Близнюках»

## Історія публікацій
Під впливом своїх друзів та прихильників, Шевченко після кількох марних спроб опублікувати повісті, розчарований у прозі, полишив цей задум. Лише після його смерті читач познайомився з ними у збірках-антологіях, але без надмірного захоплення ними. Уже століття по смерті автора, коли дослідники ґрунтовно почали вивчати творчий набуток Шевченка, відбулося кілька суттєвих та публічних представлень його прози. Незважаючи на ерзац-культ Шевченка за радянських часів, дослідження й популяризація його творчості йшла через призму класової боротьби та вишукування інтернаціональних явищ та мотивів у його набутках. Уже за часів становлення української держави чимало письменників та дослідників знову навернулися до Шевченкового слова. Чимало їхніх різносторонніх праць розширили сприйняття письменника та його творчості.

### Перші читачі й рецензенти та відверта критика Куліша
Більшість написаних повістей у Новопетрівському форпості потребували ще суттєвого доопрацювання, і це усвідомлював автор. Тож уже повертаючись із заслання, він визначив кілька своїх кращих творів й почав над ними посилено працювати. Пізніше перші два взірця почав відправляти своїм друзям — на рецензію й сподіваючись на їх публікацію, і першим був Михайло Лазаревський.
Ще з Новопетровська Шевченко через М. Лазаревського двічі звертався до Куліша з проханням допомогти з редагуванням його прози, але той або мовчав про це, або відмовлявся через зайнятість і нарешті, через два місяці після того, як Лазаревський повідомив йому прохання поета, обережно відповів:
|  | «Пишуть до мене з Москви, щоб у московському журналі що-небудь твоє напечатать. Не квапся на се, мій голубе, до якого часу. Одно — що тобі треба спростувати дорогу до столиці, а друге — з великою увагою треба тепер роздивлюватись, що печатать, а що й придержать. Слава твоя писательська тепер у зеніті, то вже треба оглашати себе голосним ділом, а не аби-яким». А через місяць, у листі від 20 січня 1858 р., Куліш висловився ясніше: «Не хапайся, братику, друкувати московських повістей. Ні грошей, ні слави за них не добудеш. Адже ж і Данте і Петрарка думали, що прославляться латинськими своїми книгами. Отак тебе морочить ся москальщина. Цур їй! Лучче нічого не роби, так собі сиди да читай, а ми тебе хлібом прогодуємо, аби твоє здоров’є!» |

Тарас Шевченко, ще, мабуть, не одержавши цього листа, 26 січня запитав його:
|  | «Навчи ти мене, будь ласкав, що мені робить з руськими повістями? У мене їх десятків коло двох набереться. Затопить грубу — шкода: багато праці пропаде. Та й грошей би хотілося, бо тепер вони мені дуже потрібні. Порадь, будь ласкав, що мені робить?» |

.
Куліш, роздратований тим, що Шевченко ніяк не бажає розуміти натяків у попередніх листах, вирішив покінчити нарешті з його недоречним, як він вважав, захопленням повістями й не гаючись відповів:
|  | «Про московські ж повісті скажу, що зневажиш ти їми себе перед світом, да й більш нічого. Щоб писать тобі по-московськи, треба жити між московськими писателями і багато дечого набраться... Якби в мене гроші, я б у тебе купив їх усі разом да й спалив. Читав я твою «Княгиню» і «Матроса». Може ти мені віри не піймеш, може скажеш, що я московщини не люблю, тим і ганю. Так от же тобі: ні одна редакція журнальна не схотіла їх друкувати. Тут не одного таланту треба!» |

### Спроби перших публікацій та розчарування
Втративши надію на допомогу Куліша, Шевченко не вгавав, почав шукати іншого, безстороннього й доброзичливого порадника. Тут йому в пригоді став Михайло Щепкін, який приятелював з Сергієм Аксаковим, тож запропонував йому показати повість цьому тонкому стилістові, глибокому знавцеві російської мови, відомому письменникові, близькому Шевченкові своїми гуманними, народолюбними поглядами, людині делікатній і доброзичливій. 13 січня 1858 року, через два тижні після від'їзду Щепкіна, Шевченко одержав від нього обнадійливу відповідь Підбадьорений цим листом, поет працював захоплено і таки остаточну закінчив другу частину. Уже 16 лютого Шевченко таки відправив Аксакову ще один лист з проханням-приписом:
|  | «Вы так сердечно дружески приняли мою далеко не мастерскую «Прогулку», так сердечно, что я, прочитавши ваше дорогое мне письмо, в тот же день и час принялся за вторую и последнюю часть моей «Прогулки». И только сегодня кончил. А как кончил? Не знаю. Судите вы меня, и судите искренно и милостиво. Я дебютирую этой вещью в великорусском слове. Но это не извинение. Дебютант должен быть проникнут своей ролью, а иначе он шарлатан. Я не шарлатан, я ученик, жаждущий дружеского, искреннего суда и совета. Первая часть «Прогулки» мне показалась растянутою, вялою. Не знаю, какою покажется вторая. Я еще не читал ее, как прочитаю, так и пошлю вам. Нужно работать, работать много, внимательно и, даст бог, все пойдет хорошо. Трудно мне одолеть великороссийский язык, а одолеть его необходимо. Он у меня теперь, как краски на палитре, которые я мешаю без всякой системы. Мне необходим теперь труд, необходима упорная, тяжелая работа, чтобы хоть что-нибудь успеть сделать. Я десять лет потерял напрасно, нужно возвратить потерянное, а иначе будет перед богом грешно и перед добрыми людьми стыдно» (VI, 203). |

Невдовзі й друга частина повісті була передана, ймовірно, в березні 1858 року і там особисто познайомився з письменником. А вже 14 квітня він одержав лист від Аксакова, у якому той подякував за надісланий йому фотопортрет поета й повідомив, що читає другу частину. З листа. Шевченко таки довідався, що Катков не виявив захоплення та відмовився друкувати повість, через що Аксаков зробив другу спробу — передав першу повість українцю Михайлу Максимовичуу, який має сам повідомити автора, чи буде вона надрукована вже в «Русской беседе». У червні 1858 року прийшла довгоочікувана відповідь від Аксакова, але вона стала остаточним розчарування для амбітного автора. Аксаков повідомив, що Максимович відмовився друкувати першу частину повісті, і відверто висловив своє негативне враження від другої частини повісті:
Таке резюме спонукало Шевченка не до творчих поривів, а до остаточного розчарування. І цей лист, і попередні, яким поет спочатку не надавав значення (Михайла Лазаревського й Пантелеймона Куліша) — все це, разом узяте, означало втрату надій на опублікування повістей і стало непереборною перешкодою на шляху подальшої роботи над прозою. Майже місяць Шевченко усвідомлював і таки змирився з крахом його творчих планів і вирішив залишити подальші спроби в цьому напрямі. 15 липня 1858 році він остаточно констатував у листі Аксакову:
|  | «Сердечно благодарен вам за ваше искренно благородное письмо. Вы мне сказали то, о чем я сам давным-давно думал, но, не знаю почему, не решался сказать, а вы сказали, и я трижды вам благодарен за ваше искреннее, прямое слово, оно осветило мне дорогу, по которой я шел ощупью. Теперь думаю отложить всякое писание в сторону и заняться исключительно гравюрою, называемой аквафорта, образчик которой вам посылаю». |

З тих пір Шевченко так і не повертався до своєї прози — жодного разу не відновлюючи спроб публікацій, навіть уривків.

### Посмертні збірки й антології
Оскільки повісті Шевченка так і не побачили світ за його життя: як через критичне ставлення зі сторони його однодумців, так і його самого розчарування в прозі, то лише за сприяння дослідників та поціновувачів його таланту почали виходити ґрунтовні збірки творчості Шевченка. Саме це й посприяло появі повістей Шевченка на суд читачів, одначе, вони так і не здійснили якогось гучного враження, аналогічного його поезії чи малюнкам.
Повість «Музикант» уперше було надруковано в 1882 році в київській газеті «Труд», № 19, додаток 19; № 20, додаток 20; № 23, 24, 27, 29, 32, 38. Публікацію підготував В. П. Горленко. Невдовзі, на основі даної публікації, у 1882 році в київській друкарні Г. Т. Корчак-Новицького вийшла невеличким тиражем загальна книжечка "«Музыканть» Повесть Т. Г. Шевченко".
Вдруге опубліковано в журналі «Киевская старина». Публікація вже була більш опрацьованіша, але ще містила значну кількість неточностей.
Вперше введено до збірки творів у виданні: «Поэмы, повести и рассказы Т. Г. Шевченка, писанные на русском языке». С портретом поэта / Издание редакции «Киевской старины». — Киев, 1888. С. 590 — 658.

### Ґрунтовні дослідження творчості Шевченка після революції
У 1926 році було засновано Інститут Шевченка, який разом з Українською академією наук зібрав групу видатних вчених-літературознавців, які працювали над виданням творів Шевченка, їх коментуванням та популяризацією його творчості: Дмитро Багалій, Ієремія Айзеншток, Сергій Єфремов, Михайло Новицький, Олексій Новицький, Володимир Міяковський, Павло Филипович. Саме їм судилося знайомити світ із прозою Шевченка, і повістю «Музикант» також.
Уперше введено до зібрання творів у виданні: «Шевченко Т. Повна збірка творів: У 5 т». — К., 1939. — Т. 3. , С. 161—240. Це була більш відредагована та опрацьована версія, і це вважається за першу наукову публікацію повісті за автографом.

### Публікації повісті на Галичині та в діаспорі
Галичина також не була осторонь загальноукраїнських літературних кіл. Тож не дивно, що перше повне видання творів Тараса Шевченка в п'яти томах було підготоване до друку за редакцією Богдана Лепкого. Воно вийшло впродовж двох років — 1919—1920 . Це найкраще видання спадщини Шевченка за редакцією Богдана Лепкого і найповніше видання творів поета на той час. Згодом Володимир Дорошенко дав йому таку оцінку: «Найцікавіше з усіх видань, безперечно, п'ятитомне видання „Української накладні“ (Якова Оренштайна) під редакцією Богдана Лепкого».

### Сучасні видання та дослідження прози Шевченка
Сучасники та школярі послуговуються опрацьованою (із роз'ясненнями та аналізом) версією, за виданням: «Шевченко Т. Г. Повне зібрання творів у 12-и томах.» — К.: Наукова думка, 2003 р., т. 3, с. 178—239 (канонічний текст), с. 387—410 (варіанти), с. 509—540 (примітки).

### Переклади
Повість вперше перекладена українською мовою Ієремією Айзенштоком і видана в 1928 році: Переклад з російськ. З переднім словом І. Айзенштока. [X.], ДВУ, 1928. 166 стор.
Повість також переклав Леонід Білецький. Опублікована у виданні: Повне видання творів Тараса Шевченка. Том шостий. Повісті. Чикаго: Видавництво Миколи Денисюка, 1959 на сторінках 9-140.
Повість також переклав Микита Шумило. 